# السيد أرتوك (شخصية خيالية)
السيد أرتوك (بالتركية: Artuk Bey)‏ هو شخصية خيالية في المسلسل التلفزيوني التركي قيامة أرطغرل حيث تم تصويره على أنه بطل الرواية الرئيسي، اليد اليمنى للسيد أرطغرل . الشخصية يجسدها أيبرك بيكجان  وهي مستوحاة من القائد السلجوقي أرتوك بك .  

## خلفية

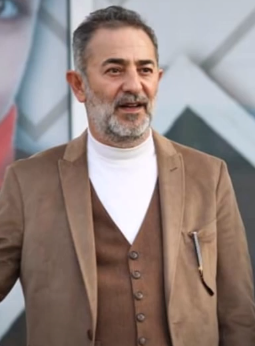
الممثل أيبرك بيكجان.

ولد السيد أرتوك في منطقة حضرية. درس الطب في سمرقند على يد ابن سينا (ابن سينا) وتعلم مهارات الكلام على يد الإمام الماتوردي ؛ قبل الانتقال إلى قبيلة دودورجا من منطلق الرغبة في مساعدة البدو الرحل الفقراء في الأناضول . تبين أنه لم يتزوج منذ سنوات. إنه مخلص لسيد قبيلته، كوركوت ، وهو طبيب القبيلة ويفعل أي شيء من أجلها إلى جانب كونه سيد محترمًا هناك.

### شخصية
السيد أرتوك مخلص للغاية لمن هو سيد قبيلته. إلى جانب كونه يحظى باحترام كبير بسبب مهنته، فهو جدير بالثقة في كل ما يتعلق بالأعمال التجارية مما يؤدي إلى عدم موثوقيته في السوق العامة فحسب، بل في كاراجاهيسار وحتى قبيلته.
موقع تي أر تي 1 يتحدث عن شخصيته؛ "عندما لا يكون السيد أرطغرل في القبيلة، فإنه يستمر في الولاء له، ويقود قبيلته ويستمر في العمل كطبيب فيها أيضًا. كما أنه يساعده في أعمال السوق".  في الموسم الخامس، أصيب بالعمى بسبب رجال الأمير بهاتين الذين كانوا يبحثون عن صندوق،  ومع ذلك، لا يزال بإمكانه علاج الناس ويحتفظ بالقدرة على استخدام الأدوية بشكل فعال.

## قصة

### الموسم 2-3
ظهر السيد أرتوك لأول مرة في الموسم الثاني ويظهر كطبيب من قبيلة دودورجا . بعد إجبار عائلة كايي على الانضمام إلى دودورغا بعد الغزو المغولي، يظهر أرتوك معجبًا بأرطغرل وعندما لاحظ إنجازاته وكفاحه، أخذه إلى أكساكال، وهي منظمة تسعى إلى العدالة، والتي أصبح أرطغرل عضوًا فيها. يحاول السيد أرتوك أيضًا منع آيتولون المخادعة من إعطاء شراب لكوركوت، الأمر الذي كان ضارًا له وأدى في النهاية إلى وفاته. بعد وصول وفاة إرتوكوش، الذي من المفاجئ أن أرتوك كان قلقًا بشأنه، ووفاة آيتولون بعد أن أساءت التعامل مع سالجان زوجة أخ أرطغرل، تحركت عائلة كايي مع أرتوك إلى الحدود الغربية منفصلة عن إخوة أرطغرل الأكبر. بعد غزو أرطغرل لسوق الخان في الموسم الثالث، أصبح أرتوك مسؤولاً عن المكان وأصبح أيضًا طبيب القبيلة، حيث يعمل جنبًا إلى جنب مع تلميذه درويش إسحاق، الذي كان أيضًا أحد دراويش ابن عربي . السيد أرتوك هو أيضًا سبب الكشف عن أن شقيق الدم السيد جاندار من قبيلة تشافدار، توكتاميش ، بريء وأنه تم تسميمه لمهاجمة شقيقه. في نهاية هذا الموسم، في تكفور كاراجاهيسار الجديدة، كمين تكفور آريس ،أصيب أرتوك بجروح خطيرة وينتهي الأمر باختطاف أرطغرل على يد تجار العبيد.

### الموسم 4-5 والمؤسس عثمان
بعد موت أرطغرل بعد اختطافه من قبل تجار العبيد، يسعى شقيقه الأصغر، دوندار ، إلى أن يصبح سيد، والذي نجح فيه بعد هزيمة أرتوك، الذي كان أيضًا مرشحًا في الانتخابات. موسى علي شاه كان أيضًا عضوًا في قبيلة كايي. بعد أن استولى أرطغرل على كاراجاهيسار، وهزم البيزنطيين الفخاخ المستمرة له، وحتى اختطاف ابن أرطغرل، غوندوز، أصبح أرتوك المسؤول عن قلعة كاراجاهيسار . تزوج أرتوك من ماريا ، عشيقة آريس السابقة، التي تفعل أي شيء من أجل المال، حتى أنها خانت زوجها بالتجسس لصالح تيتان . بينما يسبب الخائن في قصر سلاجقة، سعد الدين كوبك ، المزيد والمزيد من المشاكل مع مرور الوقت، يرسل غون ألب ، ابنه بالتبني، الذي لا يعلم بخطط والده الملتوية، إلى كاراجاهيسار، حيث يحتل القلعة ويسجن أرتوك، حتى حاول شنقه، لكن أرطغرل أوقفه. بعد وفاة ماريا وكوبيك، وتحول أرطغرل إلى غون ألب الجديد بعد الكشف عن الحقيقة، تنتقل عائلة كايي إلى سوغوت حيث يبدأ الموسم الخامس. في هذا الموسم، لا يظهر السيد أرتوك بشكل متكرر، ولكن عندما يظهر أرتوك، المعروف بأنه اليد اليمنى لأرطغرل، وهو يعرف أحد أسرار أرطغرل الرئيسية، والتي بسببها قام السيد بيبولات سيئ السمعة بتعذيب أرتوك واحتجازه. أعماه باتور ألب رغم أن أرتوك يرفض الكشف عن السر. قُتل بيبولات في النهاية على يد أرطغرل، بينما يتم مساعدة أرتوك الأعمى لاحقًا من قبل إيلتشين خاتون بشكل يومي. لم يظهر أو يُذكر في المؤسس عثمان ، ولذلك يُفترض أنه مات خارج الشاشة بسبب كبر سنه.

## المواقف
كان السيد أرتوك أحد السادة في قبيلة دودورجا وطبيب القبيلة. بعد الهجرة مع أرطغرل، كانت هناك أوقات أصبح فيها البديل سيد، حتى أنه ترشح لانتخابات سيد القبيلة ضد السيد دوندار ، شقيق أرطغرل، الذي حاول بيع سوق الخان ومغادرة منطقة بيثينيا ، مما أدى إلى التراجع عن جهود أرطغرل السابقة، بعد أن كان يعتقد أن أرطغرل قد مات. وكان أيضًا طبيب كايي بعد الهجرة إلى جانب كونه سيد كاراجاهيسار .

## الأساس التاريخي
السيد أرتوك مستوحى من القائد السلجوقي الذي عاش في القرن الحادي عشر والذي يحمل نفس الاسم   والذي عاش في نفس الوقت الذي عاش فيه سليمان شاه وأرطغرل.  في قيامة أرطغرل ، تم تقديم السيد أرتوك كعضو في قبيلة دودورجا من أتراك الأوغوز ، ومع ذلك، تاريخيًا كان عضوًا في قبيلة دوغر .  مثل العديد من الشخصيات الأخرى في الموسم الثاني، فهو مجرد شخصية تاريخية أخرى يتم تكريمها. 

## استقبال
تحظى شخصية أرتوك بإعجاب الكثيرين لتحالفه مع بطل الرواية وكيف أنقذ، كطبيب، حياة العديد من شخصياتهم المفضلة.   في دور قيامة أرطغرل، تم استقباله بشكل جيد في باكستان، حيث وصل آيبرك بيكجان مع نور الدين سونمز ، الذي يلعب دور بامسي بيريك ، إلى البلاد للقاء المعجبين في عام 2020 في زيارة تستغرق ثلاثة أيام.  وجاءوا مع وزير الخارجية التركي مولود تشاووش أوغلو ووفد مكون من 20 عضوا.   في زيارتهم، التقوا بشقيقة الممثل الباكستاني حمزة علي عباسي  وشعر نور الدين سونميز "بالتواضع" من تقدير رئيس الوزراء الباكستاني عمران خان لـ قيامة أرطغرل بينما أعرب أيضًا عن رغبته في العمل مع الباكستانيين. ممثلين. وبهذه المناسبة، قال أيبيرك بكجان: "...باكستان وتركيا دولتان شقيقتان، وشعبا البلدين شقيقان أيضًا وباكستان وطننا الثاني..."  وقبل مغادرتهم، قاموا أيضًا بزيارة المعارف الباكستانية التركية. حرم تشاك شاهزاد، في إسلام أباد   و"شكر" السياسي الباكستاني فيصل جاويد خان زيارتهم لباكستان.  يظل بيكجان أيضًا على اتصال مع طاقم عمل المؤسس عثمان ، وهو تكملة لـ قيامة أرطغرل ، ويشاركهم صورة على أنستغرام.   في عام 2016، فاز بيكجان أيضًا بجائزة السعفة الذهبية في فئة أفضل ممثل مسلسل تلفزيوني مساعد لهذا العام عن دوره في دور السيد أرتوك. 

## أنظر أيضا
- قائمة شخصيات قيامة أرطغرل
- قائمة شخصيات المؤسس عثمان